# Médéric Blondel
Pour les articles homonymes, voir Blondel.
Médéric Blondel (1628-1698), architecte de l'ordre de Saint-Jean de Jérusalem. Il est le frère du « Grand Blondel » Nicolas-François Blondel lui aussi architecte, connu pour son Cours d'architecture enseigné à l'Académie royale d'architecture.

## Activité à Malte
Arrivé à Malte en 1657, il se met au service des Hospitaliers, il en devient chevalier de Malte pour les services rendus. Il travaille avec Francesco Buonamici, un architecte italien qui a introduit l'art baroque à Malte. Dans les années 1960, il fait des propositions répétées pour la modernisation des fortifications de Senglea tirant un enseignement positif des batteries d’artillerie à « fleur d'eaux », terme toujours utilisé en français connotant l'origine de Blondel. À partir de 1670, il réalise les projets d'Antonio Maurizio Valperga, les fortifications de Floriana, la ligne de fortifications de Cottoner et le fort Ricasoli, quand celui-ci est rappelé par le duc de Savoie.

## Réalisations pour les Hospitaliers
Il a participé, entre de longues périodes d'inactivité dues à la maladie, à l'église des Carmes de Mdina (1666), aux églises  et Saint-Roch (1675-1679) à La Valette (terminées en 1681). Il a collaboré avec Gregorio Garafa en 1681 à la reconstruction de l'église Saint-François-d'Assise de La Valette et en 1683 aux remodelage de l'auberge hospitalière d'Italie en rajoutant un deuxième étage. Il travaille aussi  avant Romano Carapecchia à l'église Sainte-Catherine-d'Italie à La Valette.

## Sources
- (en) Leonard Mahoney, 5000 years of Architecture in Malta, Valletta Publishing, Malta, 1996